# روبن داریو پاردس
روبن داریو پاردس (انگلیسی: Rubén Darío Paredes؛ زادهٔ ۱۱ اوت ۱۹۳۳) سیاست‌مدار اهل پاناما است. وی از ۳ مارس ۱۹۸۲ تا ۱۲ اوت ۱۹۸۳ رهبر نظامی پاناما بود.